# (6987) Onioshidashi
(6987) Onioshidashi  es un asteroide perteneciente al cinturón de asteroides, descubierto el 25 de noviembre de 1994 por Takao Kobayashi desde el Observatorio de Ōizumi, en Japón.

## Designación y nombre
Onioshidashi se designó inicialmente como 1994 WZ.
Más adelante fue nombrado en referencia a Onioshidashi, una meseta de lava formada por el flujo de lava de la erupción de 1783 del monte Asamayama. La gigantesca y oscura extensión de lava, de 3 km por 12 km y 30 m de espesor, crea una escena escalofriante y sobrenatural.

## Características orbitales
Onioshidashi orbita a una distancia media del Sol de 2,789 ua, pudiendo acercarse hasta 2,653 ua y alejarse hasta 2,926 ua. Tiene una excentricidad de 0,049 y una inclinación orbital de 2,965° grados. Emplea en completar una órbita alrededor del Sol 1701,54 días.
Pertenece a la familia de asteroides de (847) Agnia.

## Características físicas
Su magnitud absoluta es 13,85. Tiene 5,723 km de diámetro. Su albedo se estima en 0,135.